# Человек из страны Грин
«Человек из страны Грин» — телеспектакль советского режиссёра Тамары Павлюченко, поставленный в 1983 году по мотивам произведений Александра Грина «Дорога никуда» и «Бегущая по волнам». Телепремьера по Центральному телевидению — весной 1983 года.

## Сюжет
Сирота Тиррей Давенант работает официантом в кафе «Отвращение». Владелец заведения Том Стомадор (в фильме его персонаж объединен с Адамом Кишлотом из повести) — хороший человек, большой фантазёр, однако обыватели не понимают его шуток, в результате кафе пустует. Но однажды здесь встречаются собиратель уличного фольклора Орт Галеран и дочери филантропа Футроза. Галеран просит девочек устроить судьбу мальчика, те соглашаются, и сам Футроз с энтузиазмом берётся за это. Однако, неожиданно появляется отец Тиррея Франк — опустившийся пьяница — который сперва пытается вымогать деньги у богача, а затем оскорбляет его. Тиррей исчезает из города, не в силах смотреть в глаза Футрозу.
Прошло несколько лет. Молодой человек Джемс Гравелот покупает у Тома Стомадора небольшой трактир на побережье. Однажды туда приезжает сын губернатора Георг Ван-Коннет со своими дружками и любовницей. Здесь он оскорбляет дочь мелкого торговца Баркета Марту, и Гравелот вызывает Ван-Коннета на дуэль. Однако Георгу, который собирается в скором времени вступить в брак с дочерью богатого торговца Консуэлой Хуарес, поединок вовсе не нужен. Его подручный Сногден берётся уладить дело — он устраивает нападение таможенников на заведение Гравелота, в ходе которого несколько человек погибают. Во всём обвиняют Гравелота, которого в ходе ускоренного судебного процесса приговаривают к смерти.
Галеран и Стомадор знают, что Гравелот — это Тиррей Давенант, и пытаются спасти юношу. Орт пытается убедить Баркетов сказать правду, однако торговец и его дочь, подкупленные Сногденом, упорно молчат. Стомадор пытается сделать подкоп в тюрьму. Галерану же удаётся уговорить Консуэлу убедить будущего тестя помиловать Тиррея. Неожиданно её поддерживает и губернатор, Георг Ван-Коннет, которому сообщили, что Давенант тяжело заболел. Юноша умирает в тюрьме.

## В ролях
- Антон Яковлев — Тиррей Давенант в 11 лет
- Александр Сергеев — Джемс Гравелот / Тиррей Давенант
- Евгений Евстигнеев — Франк Давенант
- Алексей Петренко — Том Стомадор, владелец кафе «Отвращение», впоследствии — трактира «Суша и море»
- Игорь Ясулович — человек на дороге
- Юрий Гребенщиков — Орт Галеран
- Юрий Богатырёв — Урбан Футроз
- Ирина Тельпугова — Роэна Футроз, дочь Урбана
- Катя Диденко — Элли Футроз, дочь Урбана, в детстве
- Галина Соколова — Урания Тальберг, гувернантка
- Ирина Юревич — Консуэла Хуарес
- Миша Боттинг — Георг Ван-Коннет в юности
- Елена Глебова — Лаура, любовница Георга
- Николай Алексеев — Август Ван-Коннет
- Борис Дьяченко — Георг Ван-Коннет
- Александр Дик — Сногден, подручный Ван-Коннета
- Виктор Сергачёв — Баркет
- Марина Хазова — Марта, дочь Баркета
- Полина Медведева — Элли Футроз
- Максим Пучков — уволившийся работник кафе